# 朗根 (库克斯港县)
朗根（發音：[ˈlaŋən] ⓘ）是德国下萨克森州库克斯港县曾经的一个市镇，面积121.6平方千米，2014年1月2日人口为18,395人。2015年1月1日，朗根与另外8个市镇合并为新市镇盖斯特兰。